# Fantômette
Fantômette ist eine zwischen 1982 und 1985 erschienene frankobelgische Comicserie.

## Handlung
Françoise Dupont ist ein braves und intelligentes Schulmädchen, das in der Stadt Framboisy aufwächst. Ihr normales Leben täuscht darüber hinweg, dass sie mit einem schwarzen Umhang und einer Augenmaske auf Verbrecherjagd geht. Ihre besten Freundinnen Ficelle und Boulotte ahnen nichts von ihrem Doppelleben.

## Hintergrund
Georges Chaulet bearbeitete seine eigene Jugendromanreihe Fantômette für eine Comicveröffentlichung.
Die Zeichnungen der ersten drei Geschichten stammten von François Craenhals. Für die letzte Episode übernahm Endry die zeichnerische Gestaltung. Die Serie erschien direkt bei Hachette in Albenform.

## Geschichten
- Fantômette se déchaîne (1982, 46 Seiten)
- Fantômette livre bataille (1982, 43 Seiten)
- Fantômette risque tout (1983, 46 Seiten)
- Fantômette fend les flots (1985, 46 Seiten)